# Zala Tomašič
Zala Tomašič (nascida a 29 de setembro de 1995) é uma política eslovena do partido conservador de direita SDS. Foi eleita deputada ao Parlamento Europeu em 2024.